# Pueblo County
Pueblo County är ett administrativt område i delstaten Colorado, USA, med 159 063 invånare. Den administrativa huvudorten (county seat) är Pueblo. 

## Geografi
Enligt United States Census Bureau har countyt en total area på 6 208 km². 6 174 km² av den arean är land och 34 km² är vatten.

### Angränsande countyn
- El Paso County, Colorado - nord
- Lincoln County, Colorado - nordöst
- Crowley County, Colorado - öst
- Otero County, Colorado - öst
- Las Animas County, Colorado - syd
- Huerfano County, Colorado - sydväst
- Custer County, Colorado - väst
- Fremont County, Colorado - nordväst

### Städer och samhällen
- Avondale
- Beulah Valley
- Blende
- Boone
- Colorado City
- Pueblo (huvudort)
- Pueblo West
- Rye
- Salt Creek
- Vineland